# Emanuel Mink
Emanuel Mink ps. Mundek (ur. 23 kwietnia 1910 w Tomaszowie Mazowieckim, zm. 29 marca 2008 w Paryżu) – polski działacz komunistyczny pochodzenia żydowskiego, stolarz, uczestnik hiszpańskiej wojny domowej oraz francuskiego ruchu oporu w czasie II wojny światowej. Honorowy obywatel Hiszpanii.

## Życiorys
Emanuel Mink urodził się w zasymilowanej rodzinie polskich Żydów. Od 1928 należał do Komunistycznego Związku Młodzieży Polski a od 1930 do Komunistycznej Partii Polski, za co trafił w 1931 do więzienia na cztery lata. Po odbyciu kary wyemigrował do Belgii. Uczestniczył w barcelońskiej Spartakiadzie jako członek żydowskiej drużyny piłkarskiej. 
Po wybuchu wojny domowej w Hiszpanii, jeszcze przed powołaniem sił międzynarodowych stawił się jako jeden z trzech pierwszych zagranicznych ochotników do obrony Republiki. Według jego syna, Jerzego Minka, poza pobudkami typowo ideologicznymi kierował się przede wszystkim myślą o tym, iż wojna ta będzie pierwszym zbrojnym oporem Żydów przeciwko nazizmowi. Uczestniczył w obronie Madrytu. Był dowódcą kompanii żydowskiej im. Naftalego Botwina w składzie XIII Brygady Międzynarodowej im. Jarosława Dąbrowskiego oraz (od 1937) członkiem Komunistycznej Partii Hiszpanii. W czasie walk został dwukrotnie ciężko ranny. Po walkach nad rzeką Ebro, gdy jego kompania utraciła ok. 80% żołnierzy, dokonał jej odbudowy i objął dowództwo jako ostatni jej komendant. Po zakończeniu działań wojennych internowany we Francji.
Po zwolnieniu z obozu wstąpił w 1941 do Imigranckiej Siły Roboczej, odłamu Wolnych Strzelców i Partyzantów złożonych z obcokrajowców. Aresztowany podczas łapanki na Żydów w Paryżu w sierpniu tego samego roku, trafił do obozu w Drancy, skąd został deportowany w pierwszym transporcie francuskich Żydów do KL Auschwitz, gdzie otrzymał numer obozowy 28413. Wstąpił tam do obozowego ruchu oporu, został przydzielony do pracy przy reperowaniu baraków gdzie poznał niemieckiego majstra, który przynosił mu jedzenie (po wojnie przedstawiał ten epizod jako argument przeciwko stwierdzeniu, że cały naród niemiecki odpowiada za nazistowskie zbrodnie). Później został przeniesiony do obozu Natzweiler-Struthof, w zaanektowanej Alzacji, gdzie doczekał wyzwolenia w 1945.
Po wojnie wstąpił do Francuskiej Partii Komunistycznej, do Polski powrócił w 1950 roku. Jako kapitan Korpusu Bezpieczeństwa Wewnętrznego pracował jako inspektor sanitarny do 1964. Był także członkiem Polskiej Zjednoczonej Partii Robotniczej. W 1969 wyemigrował z Polski do Francji, w wyniku antysemickiej kampanii będącej następstwem wydarzeń marcowych.
Był prawdopodobnie jednym z ostatnich „dąbrowszczaków”. Według informacji uzyskanych w kwietniu 2007 roku, przez „Tygodnik Powszechny” w Polsce emerytury pobierało jeszcze ok. 25 weteranów wojny w Hiszpanii, w tym wdowy. We Francji żyło w tym okresie dwóch „dąbrowszczaków”, w tym Emanuel Mink.

## Odznaczenia
- Kawaler Orderu Narodowego Zasługi (Francja)
- Krzyż Partyzancki (Polska)
- Medal „Za waszą wolność i naszą” (Polska)
- Medal Zwycięstwa i Wolności 1945

i inne.